# Pogănești, Vaslui
Pogănești este un sat în comuna Stănilești din județul Vaslui, Moldova, România. localitatea este situata in extremitatea estica a judetului, aproape de raul Prut.
Primele atestari ale localitatii... 
 Acest articol despre o localitate din județul Vaslui este deocamdată un ciot. Puteți ajuta Wikipedia prin completarea lui.